# Katarina
Katarina je žensko osebno ime.

## Različice imena
Ekaterina, Karen, Karin, Karina, Kata, Katalin, Katalina, Katarinca, Katarinica, Kate, Katerina, Kati, Katica, Katija, Katika, Katina, Katinka, Katja, Katjuša, Katjuška, Katka, Katra,  Katrca, Katrin, Katrina, Kati, Keti, Ketrin, Kiti, Rina ...

## Tujejezikovne različice
- pri Angležih: Katherine, Cathlin, skrajšano Kathie, Kathy, Kate, Kittie
- pri Dancih: Karen
- pri Francozih: Catharine
- pri Hrvatih: Kata, Kaja, Katica
- pri Italijanih: Caterina, Catarine, Carina, Katia, Rina
- pri Nemcih: Katharina, Katherin, Kathrin, skrajšano Kate, Kati, Katja, Trina
- pri Nizozemcih: Katrjin, Kariaana, Karien, Kaatje
- pri Rusih: Ekaterina, Jekaterina
- pri Špancih: Catalina
- pri Švedih: Karin, ljubkovalno Kari
- pri Madžarih: Katalin

## Izvor imena
Ime Katarina izhaja iz grščine, kjer sta znani dve obliki imena: Aikaterína in Katharíne. Prva oblika imena se je kasnjeje izgovarjala Ekaterina, kar dokazujeta prvotna latinska oblika imena Ecaterina in ruska različica Ekaterina. Obe različici imena pa se povezujeta z grško besedo kathará, ki pomeni »čista«.

## Pogostost imena
Leta 1994 je bilo v Sloveniji 8821 nosilk imena Katarina. Ostale oblike imena, ki so bile tega leta še v uporabi: Karen (7), Karin (670), Karina (88), Kata (536), Katalina (4), Katarinca (6), Kate (21), Katerina (52), Kati (57), Katica (15), Katinka (9), Katja (9), Katjuša (289), Katjuška (4), Katka (36), Katrca (7), Katrin (33), Katrina (4), Kati (27), Ketrin (4), Kiti (5) in Rina (40).
Po podatkih Statističnega urada Republike Slovenije je bilo na dan 31. decembra 2007 v Sloveniji število ženskih oseb z imenom Katarina 8.302. Med vsemi ženskimi imeni pa je ime Katarina po pogostosti uporabe uvrščeno na 20. mesto.

## Osebni praznik
Katarina je ime več svetnic: prva je Katarina Aleksandrijska,tudi Katarina Sinajska devica in mučenka, ki je bila obglavljena leta 307, god praznuje 25. novembra. Druga je Katarina Sienska, devica, cerkvena učiteljica, umrla 1380, god praznuje 29. aprila. Drugi dnevi ko  goduje Katarina so še: 9. marec (Katarina Bolognska, devica, † 1463), 22. marec (Katarina Genovska, spokornica, † 1510), 24. marec (Katarina Švedska, devica, † 1381), 13. februar (Katarina de Ricci, devica, † 1590), 28. november (Katarina Laboure, devica, †1876)

## Cerkve in dogodki
V Sloveniji je 31 cerkva sv. Katarine. V Lendavi in na Ptuju prirejajo vsako leto 25. novembra Katarinin sejem.

## Zanimivosti
V zvezi z imenom Katarina imamo v Sloveniji in drugod več izrazov, besed in fraz. V slovenskih vzhodnih narečjih je katarinka »krizantema«, v Beli krajini pa je katarinčica »marjetica«, katarinka se imenuje tudi vrsta »hrušk«. Nemci imajo izraz Katarina Schnell, ki pomeni »driska«. V Rusiji so imenovali katerinka predrevolucijski storubeljski bankovec. 

## Znane osebe
- Ruska carica Katarina Velika
- Slovenska pravnica in političarka Katarina Kresal
- Novinarka,humoristka in glasbenica Katarina Čas